# Charaxes citrinella
Charaxes citrinella är en fjärilsart som beskrevs av Rousseau-decelle 1938. Charaxes citrinella ingår i släktet Charaxes och familjen praktfjärilar. Inga underarter finns listade i Catalogue of Life.